# Guillaume IV de Royn
Pour les articles homonymes, voir Guillaume III et Guillaume de Royn.
Guillaume de Royn (Roin), mort en 1337, est un évêque et prince de Grenoble, issu de la famille de Royn, du début du XIVe siècle, sous le nom de Guillaume IV.
L'abbé Louis Boisset (1973) mentionne en note de bas de page : « [Maignien] corrige les travaux antérieurs, tel Haureau, Gallia Christiana ; [où] on confondait trois évêques se succédant et se nommant Guillaume », Guillaume II de Sassenage (1266- 1281/88), Guillaume III de Royn (1281-1301/02) et Guillaume IV de Royn (1302-1337). Ce dernier est absent des catalogues anciens.

## Biographie

### Origines
Guillaume de Royn (Guillelmus IV de Roino, absent des Cartulaires de l'église-cathédrale de Grenoble, voir ci-dessus) est issu, tout comme son oncle et prédécesseur Guillaume III, d'une famille noble du Dauphiné, les Royn, selon l'abbé Louis Boisset (1973).
La famille apparait sous la forme « Roin » dans l'Armorial de Dauphiné (1867). Son auteur indique qu'il s'agit d'une « Très-ancienne famille de Sassenage ».
Nicolas Chorier (XVIIe siècle) avait avancé, par confusion de lecture d'acte, que ce dernier était le fils naturel du Dauphins de Viennois, Humbert Ier.

### Épiscopat
Guillaume de Royn est doyen du Chapitre cathédral de cathédrale Notre-Dame de Grenoble lorsque son oncle, l'évêque Guillaume III de Royn meurt, vers la fin de l'année 1301.
Il est élu évêque et prince de Grenoble en 1302,, prenant le nom de Guillaume IV. L'archiviste et historien Auguste Prudhomme raconte que « les 3 des nones de mars 1302, Guillaume IV arrivait de Rome, où il était allé recevoir du pape Boniface VIII la consécration papale, et faisait sa première entrée solennelle dans la ville de Grenoble. », Il confirme à cette occasion les privilèges de la cité. Le Regeste dauphinois (1914) le mentionne dans un acte du 21 juin 1302, où il est dit « Guillaume, après sa consécration comme évêque de Grenoble ».
Guillaume de Royn meurt en 1337. Jean de Chissé lui succède sur le trône de Grenoble.